# Lieuwe Westra
Lieuwe Westra (født 11. september 1982 i Mûnein, død 14. januar 2023) var en hollandsk professionel cykelrytter.
Hans største meritter er den samlede sejr i Tour de Picardie i 2009, hollandsk mester i enkeltstart i 2012, samt vinder af Post Danmark Rundt 2012.
Westra døde af en overdosis den 14. januar 2023, 40 år gammel. 

## Meritter
2007
Vinder af 2. etape i OZ Wielerweekend
2008
Vinder af 2. etape i Tour Alsace
2009
Vinder af Arno Wallaard Memorial
 Vinder af Tour de Picardie
Vinder af 1. etape
2010
Nummer 3 ved nationale mesterskaber i enkeltstart
Nummer 3 ved Chrono des Nations
2011
Vinder af Classic Loire Atlantique
Nummer 2 ved Tre dage ved Panne
Vinder af bjergkonkurrencen
Vinder af prolog ved Belgien Rundt
2012
 Hollandsk mester i enkeltstart
 Vinder af Post Danmark Rundt
Vinder af 5. etape (enkeltstart)
Nummer 2 ved Paris-Nice
Vinder af 5. etape
Nummer 2 ved Tre dage ved Panne